# Chevallier (cràter)

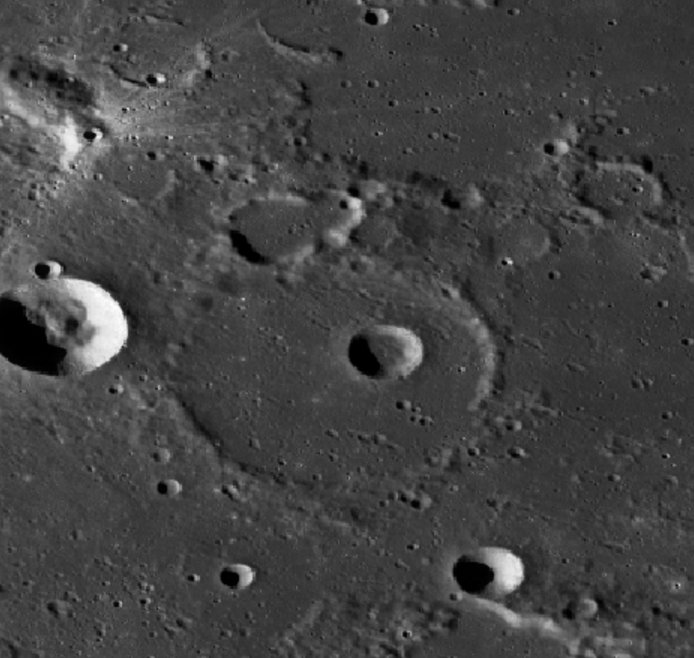
Fotografia de la missió Lunar Reconnaissance Orbiter.

Chevallier és un cràter d'impacte que es troba en la part nord-est de la cara visible de la Lluna, a una distància d'al voltant d'un diàmetre a l'est-sud-est del destacat cràter Atlas. Al sud-sud-est de Chevallier apareix el cràter inundat Shuckburgh.

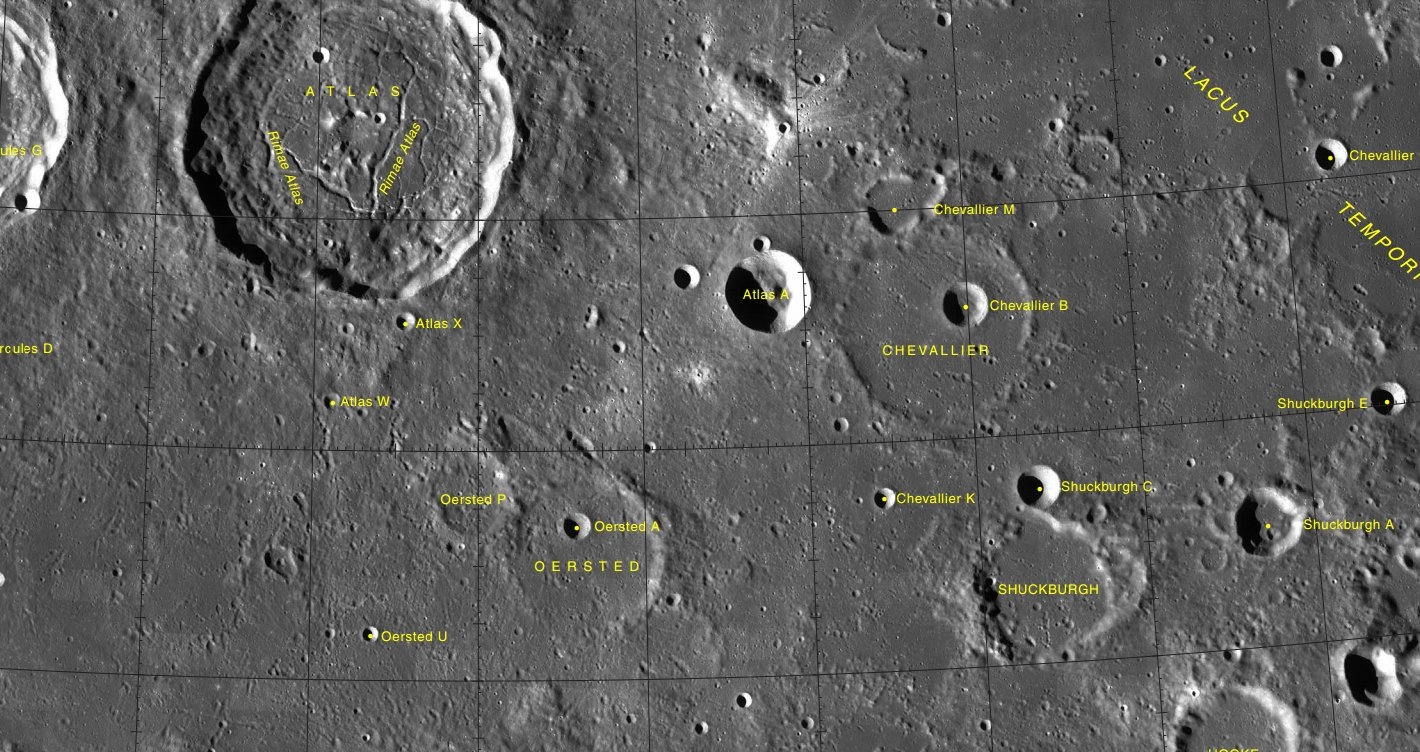
Localització de Chevallier (centre-dreta). Fotografia de la missió Lunar Reconnaissance Orbiter

Aquesta formació és poc més que la vora d'un cràter desintegrat que sobresurt lleugerament per sobre d'una superfície inundada de lava. Tot el que sobreviu d'aquest element és un parell de seccions d'arc de perfil baix sobre la superfície. La secció més prominent de la vora apareix al llarg del costat nord-est, on s'ha fusionat amb una formació de doble cràter més petita que també s'ha inundat de lava. El sòl interior s'ha reconstituït per l'aparició de fluxos de lava, que s'uneixen al terreny proper també inundat de lava. En la meitat oriental de la planta se situa Chevallier B, un petit cràter parcialment inundat.
Just a l'oest de la vora de Chevallier apareix Atlas A, un cràter de perfil afilat amb forma de bol.

## Cràters satèl·lit
Per convenció aquests elements són identificats en els mapes lunars posant la lletra en el costat del punt central del cràter que està més prop de Chevallier.
|            | \| Chevallier \| Coordenades \| Diàmetre \| \| ---------- \| ------------------------------------ \| -------- \| \| B \| 45° 12′ N, 51° 54′ E / 45.2°N,51.9°E \| 13 km \| \| F \| 46° 06′ N, 56° 30′ E / 46.1°N,56.5°E \| 9 km \| \| K \| 43° 30′ N, 50° 54′ E / 43.5°N,50.9°E \| 6 km \| \| M \| 46° 00′ N, 51° 12′ E / 46.0°N,51.2°E \| 16 km \| |          |
| Chevallier | Coordenades | Diàmetre |
| B          | 45° 12′ N, 51° 54′ E / 45.2°N,51.9°E | 13 km    |
| F          | 46° 06′ N, 56° 30′ E / 46.1°N,56.5°E | 9 km     |
| K          | 43° 30′ N, 50° 54′ E / 43.5°N,50.9°E | 6 km     |
| M          | 46° 00′ N, 51° 12′ E / 46.0°N,51.2°E | 16 km    |